# ミゲル・アンヘル・ベニテス
ミゲル・アンヘル・ベニテス（Miguel Ángel Benítez Pavón、1970年5月19日 - ）は、パラグアイの元サッカー選手。元パラグアイ代表。ポジションはフォワード。

## 来歴
1996年にパラグアイ代表デビュー。1998 FIFAワールドカップ・南米予選で9試合に出場、3大会ぶりのワールドカップ出場権を獲得した。1998 FIFAワールドカップでは全4試合に出場、グループステージ3戦目・ナイジェリア戦では得点を決めた。コパ・アメリカ1999では4試合に出場、3得点を決めた。パラグアイ代表で29試合に出場、11得点をあげた。

## 代表歴

### 出場大会
- パラグアイ代表
  - 1998 FIFAワールドカップ

### 試合数
- 国際Aマッチ 29試合 11得点（1996年-1999年）[1]

| パラグアイ代表 | 国際Aマッチ | 国際Aマッチ |
| 年             | 出場        | 得点        |
| -------------- | ----------- | ----------- |
| 1996           | 3           | 1           |
| 1997           | 6           | 2           |
| 1998           | 14          | 4           |
| 1999           | 6           | 4           |
| 通算           | 29          | 11          |